# Emerson Electric

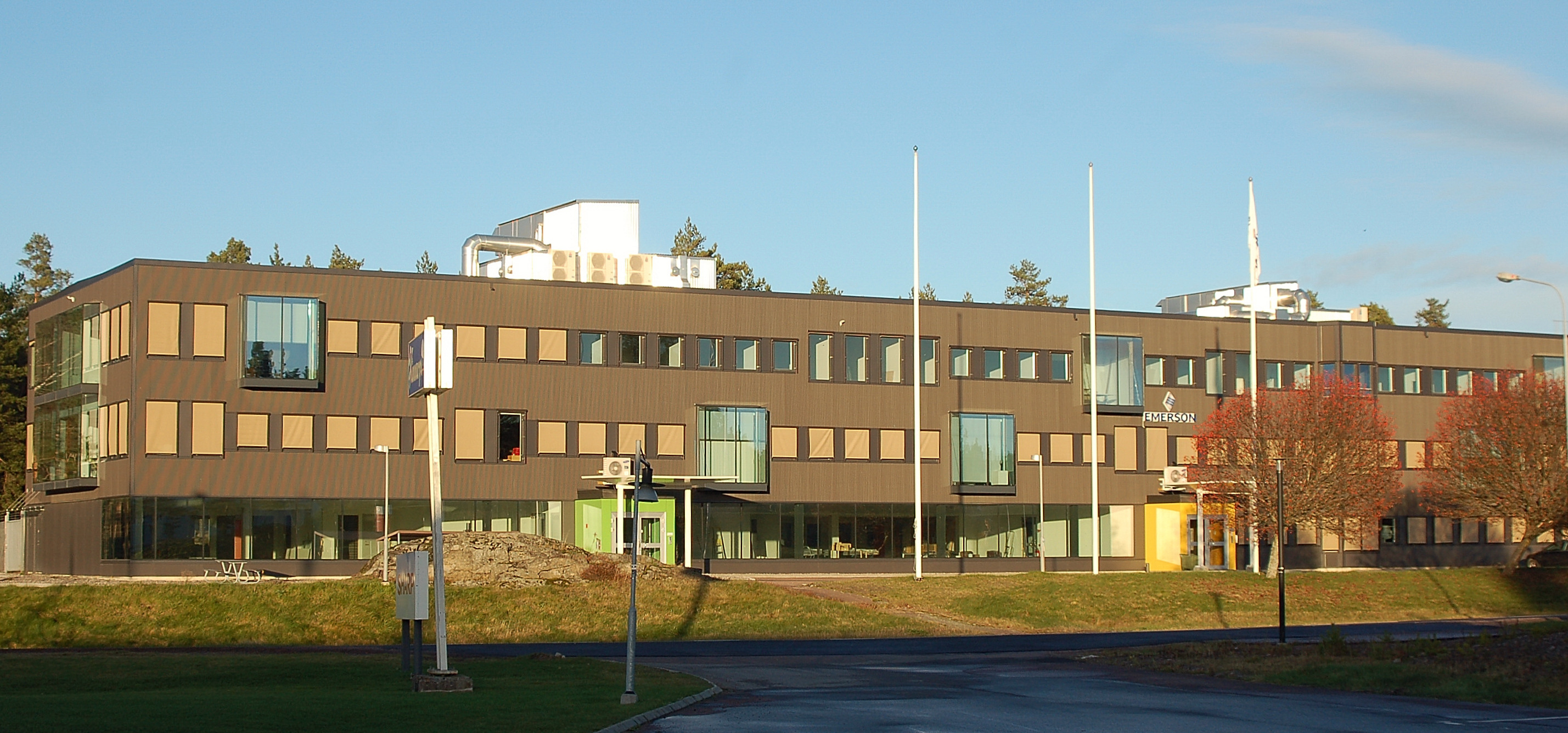
Emerson Electric i Hultsberg, Karlstad.

Emerson Electric är ett multinationellt bolag, med huvudkontor i Ferguson, Missouri, USA. Bolaget har åtta olika affärsplattformar. Totalt finns cirka 138000 anställda inom koncernen.